# Atiu
Atiu és una de les illes Cook meridionals, situada a 187 km al nord-est de Rarotonga.

## Geografia
Atiu és una illa volcànica i rodejada d'un escull elevat de 6 m d'altitud format de corall fossilitzat. És un tipus d'illa anomenat makatea a partir de l'illa Makatea a les Tuamotu. La corona de corall forma una plana al voltant de l'illa que té una orografia suau fins als 71 m d'altitud al centre. L'erosió del corall provoca que la costa estigui plena de coves i túnels, on nidifiquen diverses espècies d'ocells. Antigament l'illa s'anomenava Enuamanu, terra dels ocells. La superfície total és de 27 km². La temperatura és suau amb una mitjana entre els 24° i 26 °C.
Al contrari de la majoria d'illes de la Polinèsia, la població viu al centre de l'illa en cinc viles molt properes: Areora, Ngatiarua, Teenui, Mapumai i Tengatangi. En total eren 571 habitants el 2003. Es cultiva cafè i vainilla.

## Història
Va ser poblada per migracions polinèsies des de les illes de la Societat, al segle v. Les tradicions situen l'origen en la mítica terra d'Avaiki, que es podria tractar de les illes Manu'a. Es va canviar l'antic nom d'Enuamanu per Atiu en honor de l'avantpassat llegendari Atiu-mua. Els habitants d'Atiu eren els guerrers més temuts de les illes Cook, i la seva història inclou diversos atacs sanguinaris a les illes veïnes.
El primer europeu a arribar va ser l'anglès James Cook, el 31 de març de 1777. El segon va ser l'evangelista protestant John Williams que hi va deixar dos missioners de Tahaa.